# Schönberg (Seehausen)
Schönberg è una frazione della città tedesca di Seehausen (Altmark).

## Storia
Già comune autonomo, il 1º settembre 2010 è stato aggregato a Seehausen.